# Roger Michelot
Roger Michelot (Saint-Dizier, Francuska, 8. lipnja 1912. – Toulon, Francuska, 19. ožujka 1993.) je pokojni francuski boksač u srednjoj i poluteškoj kategoriji. Natjecao se u amaterskom i profesionalnom boksu te je osvojio zlato na Olimpijadi u Berlinu 1936.

## Karijera
Michelot je počeo s treniranjem boksa u tinejdžerskoj dobi te je bio višestruki francuski amaterski prvak u srednjoj i poluteškoj kategoriji. U dobi od dvadeset godina kvalificirao se na olimpijski turnir u Los Angelesu. Ondje je u polufinalu poražen od Argentinca Azara a kasnije i u meču za brončanu medalju.
Na sljedećim Olimpijskim igrama u Berlinu prešao je u polutešku kategoriju gdje je stigao do vrha u slavivši nad domaćim predstavnikom Vogtom. Budući da Francuski boksački savez nije participirao na europskim boksačkim prvenstvima u Budimpešti (1934.), Milanu (1937.) i Dublinu (1939.), Michelot nije imao priliku boriti se za europski naslov.
Tijekom 1942. i 1943. Francuz se natjecao u profesionalnom boksu u ukupno 14 borbi (od čega je slavio u njih 11). Sve borbe je odradio u Parizu i u srednjoj kategoriji a niti jedna nije bila za naslov prvaka. Zbog toga je njegova karijera u profesionalnom boksu neznatna u usporedbi s uspjesima u amaterskom boksu.

## Vanjske poveznice
- Profil Rogera Michelota na Sports-reference.com  Arhivirana inačica izvorne stranice od 17. travnja 2020. (Wayback Machine)